# 寺館和子
寺館 和子（てらだて かずこ、女性、5月25日 ‐ ）は、日本の漫画家。血液型はO型。星座は双子座。宮城県出身。

## 略歴
1982年、高校1年生のときに投稿した作品が編集者の目に留まったのがきっかけで、小学館『少女コミック』増刊『コロネット』でデビュー。その後、講談社、秋田書店、祥伝社などのヤング誌を経て、レディース誌に活躍の場を移している。
2000年、『獅子の娘』（芳文社）は、日本テレビで『シンデレラは眠らない』という題名でドラマ化された。2006年10月4日、NHK『あの歌がきこえる』に参加。
代表作は『人間倶楽部』『悪の華』『獅子の娘』『サイコ』『ザ・モルグ』など。松田優作の大ファンで自身の漫画『人間倶楽部』の龍（ロン）は、松田優作をイメージしたとのこと。
趣味は茶道（遠州流）。

## 著作
- 人間倶楽部
- 悪の華
- 獅子の娘
- サイコ
- 制服
- ザ・モルグ
- 風の王国
- 氷の男
- 愛奴
- かしの木学園物語
- 風の変奏曲
- 花陰の標
- イノセント
- AKIKO
- 蔦の家
- 恋におちたマーメード
- OnLy You
- ばらとシャンペン
- この夜が明けたら
- 1/250秒の恋人
- ハイヌーンMURDER
- ガラスの熱帯魚
- 実験室
- 堕天使
- ホワイトレン
- どうせどーせー　ジェネレーション
- まんがグリム童話
- シークの口づけ
- 妖変 源氏物語
- この夜が明けたら
- 翼を折らないで
- 獣たちの休日
- この愛しき者を
- 青の華
- この愛は傷つかない
- 焔に立ちて　【モバイルにて連載再開 2011年〜】
- 英雄の帰還
- しあわせの明日
- 蒼く輝きて～日本最初の女医、荻野吟子～